# Бутіна Марія Валеріївна
Марія Валеріївна Бутіна (рос. Мария Валерьевна Бутина, 10 листопада 1988, Барнаул) — російська шпигунка, а після викриття і депортації зі США — функціонерка російської політичної системи.
Світову славу здобула після арешту у Вашингтоні в липні 2018 року за звинуваченням у зв'язках з російською розвідкою і роботі іноземним агентом у США без реєстрації.

## Життєпис
Марія Бутіна народилася 10 листопада 1988 року в Барнаулі в родині бізнесмена Валерія Вікторовича Бутіна, її мати була головним інженером енергетичного підприємства. Має рідну сестру і племінницю Кіру. З відзнакою закінчила гімназію з поглибленим вивченням англійської мови, зі шкільних років прагнула до активної публічної діяльності. Закінчила Алтайський державний університет з червоним дипломом за спеціальностями «політологія» та «педагогіка». З 2011 року навчалася в університетській аспірантурі за спеціальністю «політичні процеси, інститути і технології». Вільно володіє англійською мовою, згодом неодноразово була перекладачем на зустрічах російських і американських політиків, громадських діячів, отримувала гонорари за професійно виконану роботу.
У 2002—2005 роках Бутіна була викладачем і директором шкільного музею. У 2006—2007 роках обіймала посаду спеціаліста по роботі з молоддю в алтайському відділенні всеросійського молодіжного руху «Перемога» (партія «Справедлива Росія»). У 2006—2008 роках — координатор Алтайської крайової громадської організації «Школа реальної політики». У 2007—2009 роках була виконавчим директором Ротарі-клубу в Барнаулі (був елементом програми міжнародного руху Rotary International в Сибіру). У 2008 році Бутіна отримала посаду радника члена Громадської палати Алтайського краю Степурка, в цій іпостасі займалася програмами розвитку здорового способу життя та підвищення політичної культури. У 2008 році була обрана членом Громадської палати Алтайського краю і займала посаду до 2010 року, одночасно керуючи прес-службою ГП. У ці роки активно займалася журналістикою, писала публіцистичні матеріали для крайового видання «Газета № 1», в інтернеті виступала на підтримку легалізації обороту зброї, що стало потім головною темою її суспільно-політичної діяльності.
За даними The Washington Post і «Комерсант», за підтримки батька в Алтайському краї почала підприємницьку діяльність з роздрібної торгівлі меблями, була власницею мережі меблевих магазинів «Домашній затишок», а потім продала бізнес, брала участь в праймеріз «Молодої гвардії „Єдиної Росії“» і в 2011 році переїхала до Москви. У 2012 році в Москві відкрила рекламне агентство «Антарес».
2010 року Бутіна, яка з дитинства любила зброю і сама відмінно стріляла, виступила засновником громадської організації «Право на зброю». Заявленими цілями організації вказані пом'якшення законодавства у сфері носіння вогнепальної зброї. Організація провела низку публічних акцій та з'їздів, у яких взяли участь до 100 активістів легалізації обороту зброї різних політичних поглядів — від комуністів до націоналістів і анархістів. Серед членів руху виявився єдиний політик федерального масштабу, сенатор Торшин, який надавав руху фінансову та інформаційну підтримку. У 2012 році в американському журналі New Republik був опублікований репортаж про стрільби, влаштовані активістами «Права на зброю», що вперше принесло Бутіній міжнародну славу. У період 2012—2016 років Бутіна встановила контакти і приймала в Росії делегації Національної стрілецької асоціації США (НСА), і сама неодноразово виїжджала в США. У квітні 2018 року, коли Бутіна вже жила в США, організація «Право на зброю» була виключена з єдиного державного реєстру юридичних осіб, але продовжує діяльність як громадська організація. Бутіна згадувалася як співавтор експертної доповіді «До питання про реформування російського збройового законодавства», підготовленого під керівництвом сенатора Торшина у 2012 році.
У 2012 році захопившись політикою та рекламно-інформаційним бізнесом Марія, познайомилася і до 2016 року працювала спеціальним помічником першого заступника голови Ради Федерації РФ Олександра Торшина, який потім став заступником голови Центробанку РФ. За опублікованими даними, Бутіна та її ментор Торшин вели також спільний бізнес. У квітні 2015 року як помічниця Торшина Марія зробила разом з ним візит до США, в ході якого взяла участь у зустрічах Торшина з високопоставленими представниками Федеральної резервної системи (ФРС) і Мінфіну США Стенлі Фішером і Натаном Шитсом, організатором яких виступила вашингтонська аналітична організація Центр національних інтересів.
У 2013—2014 роках Бутіна відвідала Словаччину і Чехію, де проводила зустрічі з національними організаціями прихильників легалізації обороту зброї.

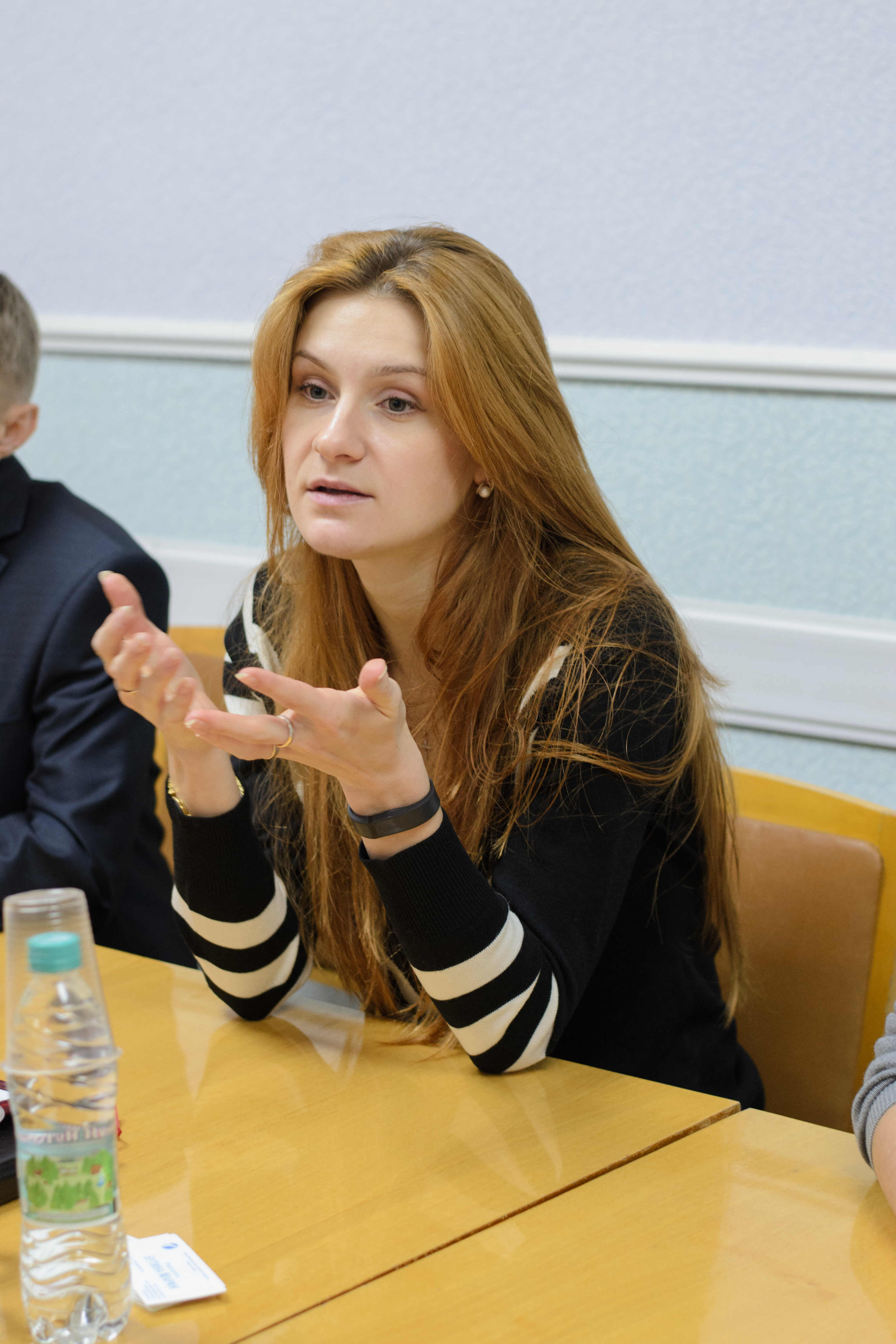
Бутіна 2014 року

У 2015 році, перебуваючи в поїздці по США, Бутіна стала заводити знайомства серед американських політиків-республіканців з родинними поглядами на захист прав власників зброї. У липні 2015 року Марія взяла участь в передвиборному мітингу Дональда Трампа, поставивши майбутньому президентові питання про його політичні наміри щодо Росії і отримавши обнадійливу відповідь. З 2016 року, за даними The Washington Post, Бутіна вже проживала у США за студентською візою. Відповідно до цієї інформації, Бутіна у травні 2018 року отримала ступінь магістра в Американському університеті (American University) за спеціальністю «міжнародні відносини». У США Бутіна представила себе поборницею права на носіння зброї і прагнула зав'язати тісні стосунки з Національною стрілецькою асоціацією від імені Росії. 3 лютого 2017 року Бутіна у складі російської офіційної делегації відвідала Національний молитовний сніданок — урочистий захід за участю президента США Трампа; формуванням персонального складу російської делегації займався її шеф Торшин, після закінчення сніданку державне інформагентство ТАСС опублікувало інтерв'ю з Бутіною про захід. За даними The New York Times, Бутіна як мінімум двічі намагалася організувати таємну зустріч Трампа і Путіна в період президентської кампанії у США 2016 року. В американських ЗМІ публікувалися критичні матеріали про Бутіну, ряд сенаторів вимагав розслідування її діяльності. У лютому 2018 року Бутіна найняла американського адвоката Роберта Дрісколла.
Американській пресі стало відомо, що навесні 2018 року Бутіна за присутності адвоката «добровільно в закритому режимі протягом восьми годин давала свідчення представникам обох партій у спецкомітеті з розвідки сенату конгресу США, а також надала їм тисячі документів». У квітні 2018 року в орендованій квартирі Бутіної у Вашингтоні відбувся обшук. До літа Марія, відчуваючи проблеми з працевлаштуванням, стала готуватися до повернення в Росію і пакувати валізи, а 15 липня 2018 року, напередодні зустрічі Трампа і Путіна в Гельсінкі, вона була заарештована американськими спецслужбами у Вашингтоні без попередніх повідомлень.
Безпосереднім приводом до арешту Бутіної, за якою кілька місяців стежили, стало, за словами прокурорів у суді, звернення Марії в компанію з перевезення речей і перерахування на рахунок в Росію 3500 доларів, а також наявність у неї російського паспорта, що дозволяло Бутіній у будь-який момент сховатися на території посольства Росії або вилетіти на батьківщину.

## Звинувачення у США
Американський Мін'юст пред'явив Бутіній звинувачення у змові з метою роботи іноземним агентом без попередження влади США, зв'язки з російською розвідкою, порушення федерального закону про лобіювання, а також в «інфільтрації (проникнення) в організації, які мають вплив на американську політику, з метою просування інтересів Російської Федерації». За відомостями Reuters і The Washington Post, Бутіна оперувала у США, підтримуючи зв'язок зі своїм ментором Олександром Торшиним, хоча його ім'я в опублікованих документах Мін'юсту прямо названо не було.
Згідно з матеріалами американського Мін'юсту, коли в серпні 2016 року Бутіна прибула на територію США за студентською візою, то вона заявила про плани вчитися в окрузі Колумбія, але фактично займалася лобізмом і була «агентом впливу Росії». У вересні 2016 року, як зазначено в обвинуваченні, Бутіна написала лист громадянину США з метою організації публічного заходу, на якому вона могла б вплинути на погляди американських офіційних осіб. Згадувалося також про безліч інших її спроб встановити контакти з представниками американського істеблішменту. Зокрема, The Washington Post повідомляла, що Бутіна спілкувалася з Джеффрі Гордоном, членом передвиборної команди президента Трампа, куратором з питань національної безпеки.
Американські спецслужби отримали доступ до листування Бутіної через електронну пошту і мобільний телефон, при цьому один зі співрозмовників, коментуючи епатажне позування Бутіної на фото з пістолетами, порівнював Марію з іншого викритою шпигункою — Анною Чапман. В електронному листуванні Бутіної слідство виявило контакти кількох осіб, яких США вважають агентами російських спецслужб, а також дізналося про те, що Марія обговорювала з «російськими олігархами» бюджет своєї подорожі до США. Фінансову підтримку Бутіної та її організації «Право на зброю» протягом ряду років надавав російський мільярдер Костянтин Ніколаєв (співвласник однієї з найбільших російських залізничних компаній Globaltrans, співзасновник московської школи менеджменту «Сколково»), про що сама Бутіна розповіла навесні 2018 року на слуханнях у комітеті сенату США з розвідки.
Звинувачення висунуті Бутіній за розділом 18, частин 951 і 371 Кодексу законів США. Зміст параграфу 371 описує «змову, спрямовану на вчинення злочину або на обман відносно Сполучених Штатів». Максимальний термін покарання за цим параграфом — п'ять років тюремного ув'язнення. Параграф 951, який регулює роботу «агентів іноземних урядів», вказує, що особи, які працюють на території США під контролем іноземних урядів (якщо вони не дипломати), зобов'язані повідомляти генерального прокурора США про свою діяльність. Порушення даної вимоги передбачає десять років в'язниці максимального покарання. Бутіна винною себе не визнала. Її адвокат Роберт Дрісколл заперечує, що Бутіна займалася шпигунством. На думку адвоката, висунуті їй звинувачення — «дуті». Адвокати Бутіної погодилися з вимогою прокуратури про закриття доступу до матеріалів справи. МЗС Росії назвав звинувачення на адресу Бутіної «політичним замовленням».
18 липня 2018 року суд у Вашингтоні відмовив щодо звільнення під заставу і постановив взяти Бутіну під варту до судового розгляду.
21 липня 2018 року міністр закордонних справ РФ Сергій Лавров у телефонній розмові з держсекретарем США Майком Помпео назвав звинувачення щодо Бутіної сфабрикованими і вимагав її звільнити.
У середині серпня 2018 року Бутіна була переведена у в'язницю Александрії, штат Вірджинія. 10 вересня 2018 року суд знову відмовився звільняти росіянку, пояснивши, що таке рішення призведе до того, що Бутіну «посадять у машину з дипломатичними номерами, відвезуть в аеропорт і відправлять до Росії». Суд також заборонив адвокату Бутіної робити публічні коментарі у пресі про хід судового процесу.
На початку грудня стало відомо, що Бутіна після 5 місяців перебування в суворих умовах тюремного утримання, має намір укласти угоду зі слідством, що дозволяє без проведення повноцінного судового процесу за участю присяжних в обмін на часткове визнання провини отримати більш м'яке покарання. МЗС Росії знову закликав владу США звільнити Бутіну. 13 грудня 2018 року Бутіна заявила в суді, що визнає свою провину щодо участі у змові проти США, а також повідомила, що діяла під керівництвом російського чиновника. Наступне засідання суд призначив на 12 лютого 2019 року для визначення дати винесення вироку.
За тодішнім припущенням CNN, Бутіна могла отримати в остаточному вироку не більше 5 років позбавлення волі з депортацією до Росії після відбування покарання. На думку Reuters, Бутіній з урахуванням угоди зі слідством могло загрожувати максимум 6 місяців в'язниці.
26 квітня 2019-го Бутіну було засуджено до 18 місяців ув'язнення з депортацією до Росії після відбуття терміну. 25 жовтня 2019-го після часткового відбуття покарання Бутіна звільнена з американської в'язниці, наступного дня повернулась до Москви.

## Особисте життя
За даними російських ЗМІ Бутіна була заміжня в Росії за активістом-нацболом, має дитину. У документах Мін'юсту США вказується, що 29-річна Бутіна перебувала у стосунках з 56-річним американцем (імовірно політологом-республіканцем Полом Еріксоном) і через його посередництво роздобула контакти інших американських політиків. ФБР виявило листи й СМС-повідомлення Бутіної, в яких вона регулярно просила Еріксона виконати за неї задану в університеті домашню роботу, відредагувати курсові, дати відповіді на екзаменаційні питання. З цих фактів прокуратура зробила висновок, що Бутіна навчалася в аспірантурі Американського університету у Вашингтоні фіктивно, зі сторонньою допомогою, очевидно для прикриття справжньої діяльності, а в цей час «продовжувала працювати для російського уряду». У листах до інших осіб, вилучених ФБР, Бутіна висловлює невдоволення, що їй доводиться мати стосунки з Еріксоном, з презирством висловлюється про подальше з ним «співжиття».
За заявами ФБР, «принаймні одного разу Бутіна запропонувала людині секс в обмін на посаду в організації». Однак адвокат засумнівався в достовірності цих звинувачень, уточнивши, що на момент їх публікації звинувачення не надало доказів. Згодом Прокуратура США офіційно визнала, що припустилася помилки і неправильно інтерпретувала листування Бутіної, а адвокат висловив надію, що цей факт буде освітлено так само широко, як і початкове обвинувачення до цього. На думку захисту і прихильників Бутіної, звинувачення більш нагадують пересічний західний «шпигунський трилер» про «російську підступну спокусницю».
У серпні 2019 року пішов у відставку 56-річний виконавчий директор американського онлайн-рітейлера Overstock Патрик Бірн після розслідування ФБР його «романтичного зв'язку» з Бутіною.

## Повернення до Росії
Відсидівши 15 місяців у тюрмі США повернулась у Росію і влаштувалась на роботу на каналі Раша тудей ведучою програми «Прекрасна Росія бу-бу-бу», разом із колишнім співробітником Фонду боротьби з корупцією Дмитром Леонтьєвим. Також, увійшла в експертну Раду уповноваженою з прав людини в РФ, стала членом Громадської палати РФ, де самопроголосила спеціалізацію із захисту прав ув'язнених за кордоном та в РФ, а в 2020-му видала книжку «Тюремний щоденник». З березня 2023 веде нове пропагандистське ток-шоу «Ляльки спадкоємця Тутті» (рос. Куклы наследника Тутти) на Першому каналі.

### Відвідування Олексія Навального
На початку квітня 2021 року під приводом перевірки ряду виправних колоній у Володимирській області разом зі знімальною групою Russia Today відвідала політичного в'язня Олексія Навального, де почала демонстративний скандал задля створення картинки для російського телебачення, нібито з ним немає жодних проблем на фоні суспільних протестів проти його ув'язнення та тортур.

## Політична кар'єра
З 12 жовтня 2021 року від «Єдиної Росії» стала депутатом Державної думи РФ і членом комітету з міжнародних справ. Звернення політичних опонентів до Центрвиборчкому з вимогою перевірити законність наявних іноземних активів у Бутіної (кандидати в депутати не можуть користуватись іноземними фінансовими інструментами) було проігнороване. За поданими нею документами, за 2020 рік вона задекларувала доходи на суму 65 мільйонів рублів, у тому числі й отримані від громадянина США.
Резонансною стала її участь у законодавчій забороні опозиційних ЗМІ.
В інтерв'ю Стівену Сакуру, оприлюдненому Бі-Бі-Сі 31.03.2022, Бутіна підтримала російську агресію проти України і весь спектр вигадок російської пропаганди, але на запитання щодо готовності повторити сказане в міжнародному кримінальному суді в Гаазі ухилилася від відповіді.

## Санкції
Марія Бутіна голосувала за постанову № 58243-8 «Про звернення Державної Думи Федеральних Зборів Російської Федерації до Президента Російської Федерації В.В. Путіна про необхідність визнання Донецької Народної Республіки та Луганської Народної Республіки» і тому підтримувала та впроваджувала дії та політику, які підривають територіальну цілісність, суверенітет та незалежність України та ще більше дестабілізують Україну.
23 грудня 2022 року додана до санкційного списку Євросоюзу.
24 березня 2022 року додана до санкційного списку США.
7 вересня 2022 року додана до санкційного списку України.
Також перебуває під санкціями Швейцарії, Австралії, Великобританії, Японії, Нової Зеландії, Канади.